# 北海道第10区
北海道第10区（ほっかいどうだい10く）は、日本の衆議院総選挙における選挙区。1994年（平成6年）の公職選挙法改正で設置。

## 区域

### 現在の区域
2017年（平成29年）公職選挙法改正以降の区域は以下のとおりである。2017年の小選挙区区割り改定により、振興局の管轄に合わせて見直しが行われ、幌加内町は6区へ、幌延町は12区へそれぞれ移行された。
- 夕張市
- 岩見沢市
- 留萌市
- 美唄市
- 芦別市
- 赤平市
- 三笠市
- 滝川市
- 砂川市
- 歌志内市
- 深川市
- 北海道空知総合振興局管内
- 北海道留萌振興局管内

### 2002年から2017年までの区域
2013年（平成25年）公職選挙法改正から2017年の小選挙区改定までの区域は以下のとおりである。
- 夕張市
- 岩見沢市
- 留萌市
- 美唄市
- 芦別市
- 赤平市
- 三笠市
- 滝川市
- 砂川市
- 歌志内市
- 深川市
- 北海道空知総合振興局管内
- 北海道上川総合振興局管内
  - 幌加内町
- 北海道留萌振興局管内
- 北海道宗谷総合振興局管内
  - 幌延町

2002年（平成14年）公職選挙法改正から2013年の小選挙区改定までの区域は以下のとおりである。旧7区の区域より、留萌市と現在の留萌振興局管内が本区に合区された。
- 夕張市
- 岩見沢市
- 留萌市
- 美唄市
- 芦別市
- 赤平市
- 三笠市
- 滝川市
- 砂川市
- 歌志内市
- 深川市
- 空知支庁管内
- 留萌支庁管内

### 2002年以前の区域
1994年（平成6年）公職選挙法改正から2002年の小選挙区改定までの区域は以下のとおりである。
- 夕張市
- 岩見沢市
- 美唄市
- 芦別市
- 赤平市
- 三笠市
- 滝川市
- 砂川市
- 歌志内市
- 深川市
- 空知支庁管内

## 歴史
1996年に小選挙区制が施行されて以来、元民社党副委員長の小平忠を父に持つ民主党の小平忠正が2009年の第45回衆院選まで5回連続で当選し続け、北海道における民主王国の一翼を担ってきた。
2012年の第46回衆院選で自民党道連は当初、岩見沢市長の渡辺孝一を小平の対抗馬として出馬させる予定だったが、前回の衆院選で比例代表北海道ブロックから選出された公明党北海道本部代表の稲津久も出馬の意向を表明したため、自民党は候補擁立を見送る方針を決定。これに反発した渡辺は一時無所属での出馬を検討したが、党本部での調整により、北海道10区には稲津が出馬し、渡辺は比例代表北海道ブロック単独1位での優遇が決定した。
この選挙当時、小平は現職の国家公安委員長であったが、全国的な民主党への逆風を受け、比例代表北海道ブロックでの復活当選もならずに落選した。また、稲津の当選によって、公明党は北海道の小選挙区で史上初の議席獲得を果たした。また、比例代表北海道ブロック単独1位で出馬した渡辺も当選した。
2014年の第47回衆院選では、小平は引退し、稲津が再び大差で当選した。
2017年の第48回衆院選では、前回の衆院選で小平から後継指名された元小平秘書の神谷裕が共産党と連携した立憲民主党から出馬した（野党共闘）ことに反発した小平が「共産党と連携した立憲民主党には政権を任せられない」として稲津への支持を表明した。結果は稲津が僅か513票差で神谷を下し、神谷は比例代表北海道ブロックで復活当選した。
2021年の第49回衆院選では、稲津が1万4000票差で神谷を突き放して四選（2009年の比例当選と合わせて五選）を果たし、神谷はまたも比例復活となったが、逆に2024年の第50回衆院選では神谷が小選挙区初当選を果たし、稲津は比例との重複立候補をしていなかったためこのまま落選となった。さらに、比例代表北海道ブロックで出馬した渡辺もこれまでの上位優遇が無くなり下位での出馬となり落選した。

## 小選挙区選出議員
| 選挙名                 | 年                 | 当選者   | 党派       |
| ---------------------- | ------------------ | -------- | ---------- |
| 第41回衆議院議員総選挙 | 1996年（平成8年）  | 小平忠正 | 民主党     |
| 第42回衆議院議員総選挙 | 2000年（平成12年） | 小平忠正 | 民主党     |
| 第43回衆議院議員総選挙 | 2003年（平成15年） | 小平忠正 | 民主党     |
| 第44回衆議院議員総選挙 | 2005年（平成17年） | 小平忠正 | 民主党     |
| 第45回衆議院議員総選挙 | 2009年（平成21年） | 小平忠正 | 民主党     |
| 第46回衆議院議員総選挙 | 2012年（平成24年） | 稲津久   | 公明党     |
| 第47回衆議院議員総選挙 | 2014年（平成26年） | 稲津久   | 公明党     |
| 第48回衆議院議員総選挙 | 2017年（平成29年） | 稲津久   | 公明党     |
| 第49回衆議院議員総選挙 | 2021年（令和3年）  | 稲津久   | 公明党     |
| 第50回衆議院議員総選挙 | 2024年（令和6年）  | 神谷裕   | 立憲民主党 |

## 選挙結果
時の内閣：第1次石破内閣 解散日：2024年10月9日 公示日：2024年10月15日
当日有権者数：26万7329人 最終投票率：59.90%（前回比：4.90%） （全国投票率：53.85%（2.08%））
| 当落 | 候補者名 | 年齢 | 所属党派   | 新旧 | 得票数   | 得票率 | 惜敗率 | 推薦・支持               | 重複 |
| ---- | -------- | ---- | ---------- | ---- | -------- | ------ | ------ | ------------------------ | ---- |
| 当   | 神谷裕   | 56   | 立憲民主党 | 前   | 78,362票 | 50.77% | ――     | 社会民主党北海道連合支持 | ○    |
|      | 稲津久   | 66   | 公明党     | 前   | 75,990票 | 49.23% | 96.97% | 自由民主党・新党大地推薦 |      |

時の内閣：第1次岸田内閣 解散日：2021年10月14日 公示日：2021年10月19日
当日有権者数：28万4648人 最終投票率：64.80%（前回比：1.36%） （全国投票率：55.93%（2.25%））
| 当落 | 候補者名 | 年齢 | 所属党派   | 新旧 | 得票数   | 得票率 | 惜敗率 | 推薦・支持               | 重複 |
| ---- | -------- | ---- | ---------- | ---- | -------- | ------ | ------ | ------------------------ | ---- |
| 当   | 稲津久   | 63   | 公明党     | 前   | 96,843票 | 53.93% | ――     | 自由民主党・新党大地推薦 |      |
| 比当 | 神谷裕   | 53   | 立憲民主党 | 前   | 82,718票 | 46.07% | 85.41% | 社会民主党北海道連合支持 | ○    |

時の内閣：第3次安倍第3次改造内閣 解散日：2017年9月28日 公示日：2017年10月10日
当日有権者数：30万5976人 最終投票率：65.16%（前回比：6.31%） （全国投票率：53.68%（1.02%））
| 当落 | 候補者名 | 年齢 | 所属党派   | 新旧 | 得票数   | 得票率 | 惜敗率 | 推薦・支持           | 重複 |
| ---- | -------- | ---- | ---------- | ---- | -------- | ------ | ------ | -------------------- | ---- |
| 当   | 稲津久   | 59   | 公明党     | 前   | 96,795票 | 50.13% | ――     | 自由民主党・新党大地 |      |
| 比当 | 神谷裕   | 49   | 立憲民主党 | 新   | 96,282票 | 49.87% | 99.47% |                      | ○    |

時の内閣：第2次安倍改造内閣 解散日：2014年11月21日 公示日：2014年12月2日
当日有権者数：31万7990人 最終投票率：58.85%（前回比：5.83%） （全国投票率：52.66%（6.66%））
| 当落 | 候補者名 | 年齢 | 所属党派   | 新旧 | 得票数   | 得票率 | 惜敗率 | 推薦・支持 | 重複 |
| ---- | -------- | ---- | ---------- | ---- | -------- | ------ | ------ | ---------- | ---- |
| 当   | 稲津久   | 56   | 公明党     | 前   | 86,722票 | 48.52% | ――     | 自由民主党 |      |
|      | 神谷裕   | 46   | 民主党     | 新   | 71,219票 | 39.84% | 82.12% |            | ○    |
|      | 木村賢治 | 63   | 日本共産党 | 新   | 20,803票 | 11.64% | 23.99% |            |      |

時の内閣：野田第3次改造内閣 解散日：2012年11月16日 公示日：2012年12月4日 最終投票率：64.68% （全国投票率：59.32%（9.96%））
| 当落 | 候補者名 | 年齢 | 所属党派   | 新旧 | 得票数   | 得票率 | 惜敗率 | 推薦・支持   | 重複 |
| ---- | -------- | ---- | ---------- | ---- | -------- | ------ | ------ | ------------ | ---- |
| 当   | 稲津久   | 54   | 公明党     | 前   | 87,930票 | 43.09% | ――     | 自由民主党   |      |
|      | 小平忠正 | 70   | 民主党     | 前   | 62,998票 | 30.87% | 71.65% | 国民新党     | ○    |
|      | 浅野貴博 | 34   | 新党大地   | 前   | 39,818票 | 19.51% | 45.28% | 日本未来の党 | ○    |
|      | 木村賢治 | 61   | 日本共産党 | 新   | 13,320票 | 6.53%  | 15.15% |              |      |

- 稲津・浅野はともに前回は比例北海道ブロック単独候補だった（稲津は当選、浅野は落選後に繰り上げ当選）。

時の内閣：麻生内閣 解散日：2009年7月21日 公示日：2009年8月18日 （全国投票率：69.28%（1.77%））
| 当落 | 候補者名 | 年齢 | 所属党派   | 新旧 | 得票数    | 得票率 | 惜敗率 | 推薦・支持 | 重複 |
| ---- | -------- | ---- | ---------- | ---- | --------- | ------ | ------ | ---------- | ---- |
| 当   | 小平忠正 | 67   | 民主党     | 前   | 159,473票 | 62.57% | ――     |            | ○    |
|      | 飯島夕雁 | 45   | 自由民主党 | 前   | 89,287票  | 35.03% | 55.99% |            | ○    |
|      | 大林誠   | 36   | 幸福実現党 | 新   | 6,114票   | 2.40%  | 3.83%  |            |      |

時の内閣：第2次小泉改造内閣 解散日：2005年8月8日 公示日：2005年8月30日
当日有権者数：{{{有権者}}}人 （全国投票率：67.51%（7.65%））
| 当落 | 候補者名 | 年齢 | 所属党派   | 新旧 | 得票数    | 得票率 | 惜敗率 | 推薦・支持 | 重複 |
| ---- | -------- | ---- | ---------- | ---- | --------- | ------ | ------ | ---------- | ---- |
| 当   | 小平忠正 | 63   | 民主党     | 前   | 109,422票 | 40.87% | ――     |            | ○    |
|      | 山下貴史 | 52   | 無所属     | 前   | 78,604票  | 29.36% | 71.84% |            | ×    |
| 比当 | 飯島夕雁 | 41   | 自由民主党 | 新   | 62,100票  | 23.19% | 56.75% |            | ○    |
|      | 谷建夫   | 62   | 日本共産党 | 新   | 17,617票  | 6.58%  | 16.10% |            |      |

- 山下は2007年に深川市長選挙に出馬し、当選。

時の内閣：第1次小泉第2次改造内閣 解散日：2003年10月10日 公示日：2003年10月28日 （全国投票率：59.86%（2.63%））
| 当落 | 候補者名 | 年齢 | 所属党派   | 新旧 | 得票数    | 得票率 | 惜敗率 | 推薦・支持 | 重複 |
| ---- | -------- | ---- | ---------- | ---- | --------- | ------ | ------ | ---------- | ---- |
| 当   | 小平忠正 | 61   | 民主党     | 前   | 121,516票 | 49.29% | ――     |            | ○    |
| 比当 | 山下貴史 | 51   | 自由民主党 | 新   | 106,560票 | 43.22% | 87.69% |            | ○    |
|      | 谷建夫   | 60   | 日本共産党 | 新   | 18,456票  | 7.49%  | 15.19% |            |      |

時の内閣：第1次森内閣 解散日：2000年6月2日 公示日：2000年6月13日 （全国投票率：62.49%（2.84%））
| 当落 | 候補者名 | 年齢 | 所属党派   | 新旧 | 得票数    | 得票率 | 惜敗率 | 推薦・支持 | 重複 |
| ---- | -------- | ---- | ---------- | ---- | --------- | ------ | ------ | ---------- | ---- |
| 当   | 小平忠正 | 58   | 民主党     | 前   | 106,221票 | 48.22% | ――     |            | ○    |
|      | 山下貴史 | 47   | 自由民主党 | 新   | 87,196票  | 39.58% | 82.09% |            | ○    |
|      | 田中弓夫 | 56   | 日本共産党 | 新   | 26,875票  | 12.20% | 25.30% |            |      |

時の内閣：第1次橋本内閣 解散日：1996年9月27日 公示日：1996年10月8日
当日有権者数：{{{有権者}}}人 （全国投票率：59.65%（8.11%））
| 当落 | 候補者名 | 年齢 | 所属党派   | 新旧 | 得票数    | 得票率 | 惜敗率 | 推薦・支持 | 重複 |
| ---- | -------- | ---- | ---------- | ---- | --------- | ------ | ------ | ---------- | ---- |
| 当   | 小平忠正 | 54   | 民主党     | 前   | 100,489票 | 49.81% | ――     |            | ○    |
|      | 渡辺省一 | 66   | 自由民主党 | 前   | 72,641票  | 36.01% | 72.29% |            | ○    |
|      | 藤崎勲   | 64   | 日本共産党 | 新   | 28,609票  | 14.18% | 28.47% |            |      |